# Скоморошківська сільська рада
| Скоморошківська сільська рада — колишній орган місцевого самоврядування у Оратівському районі Вінницької області з адміністративним центром у с. Скоморошки. Сільській раді були підпорядковані населені пункти: - с. Скоморошки - с. Вербівка - с. Кам'яногірка |

## Склад ради
Рада складалась з 20 депутатів та голови.

## Керівний склад сільської ради
| ПІБ                        | Основні відомості                                                                                    | Дата обрання | Дата звільнення |
| -------------------------- | --- | ------------ | --------------- |
| Ткачук Олексій Миколайович | Сільський голова, 1955 року народження, освіта, член Народно-демократичної партії                    | 26.03.2006   | 31.10.2010      |
| Ткачук Олексій Миколайович | Сільський голова, 1955 року народження, освіта середня спеціальна, член Народно-демократичної партії | 31.10.2010   |                 |

Примітка: таблиця складена за даними джерела